# شهرستان لینتاو
شهرستان لینتاو (به لاتین: Lintao County) یک منطقهٔ مسکونی در چین است که در دینگسی واقع شده‌است. شهرستان لینتاو ۵۴۵٬۴۰۰ نفر جمعیت دارد.